# Cesta k sousedům

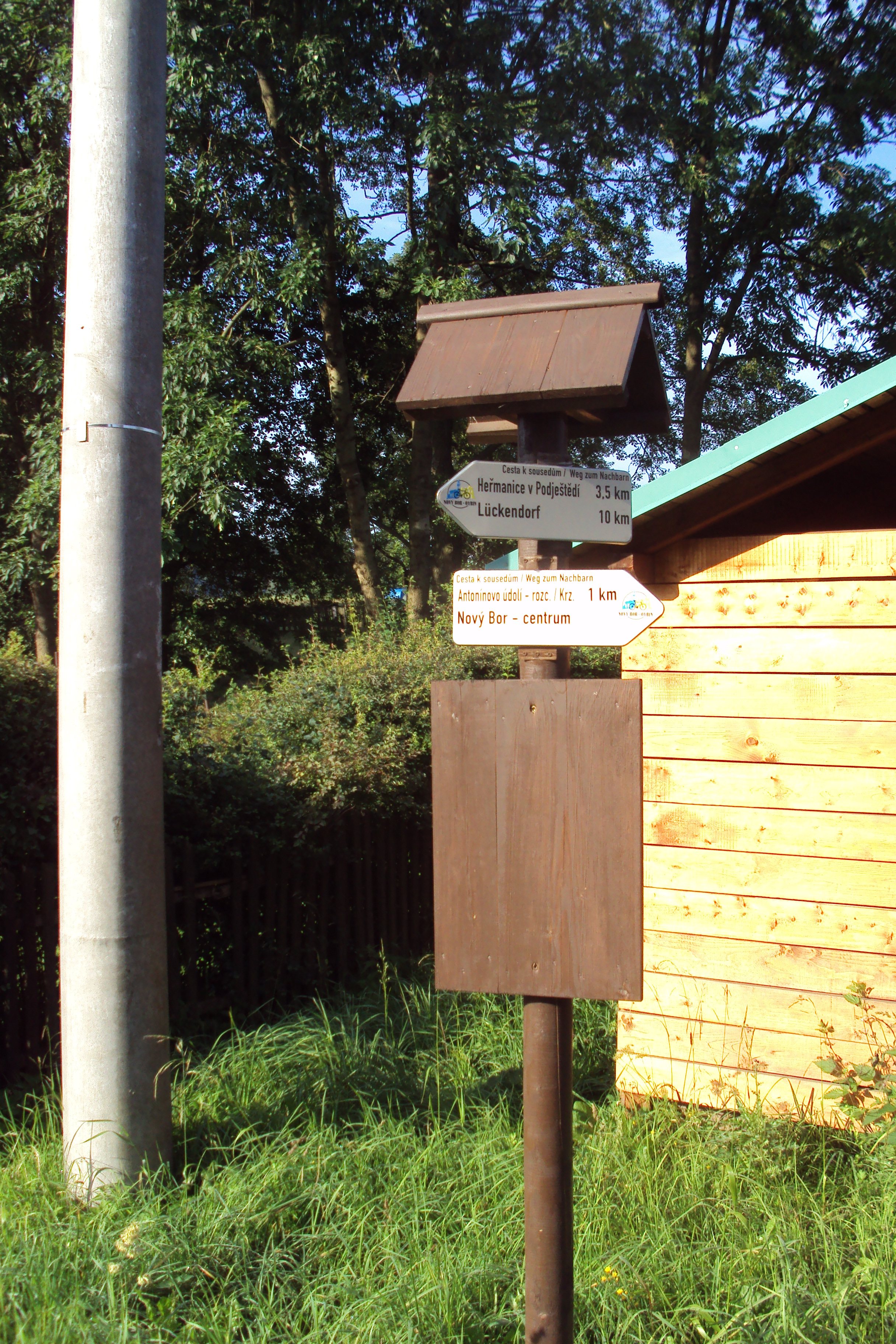
Česko-německé směrovky

Cesta k sousedům (německy Weg zum Nachbarn) je české pojmenování cyklotrasy spojující Nový Bor se saskou obcí Oybin v Lužických horách.

## Projekt
V rámci programu na podporu přeshraniční spolupráce mezi Českou republikou a Svobodným státem Sasko (označeno Ziel 3/ Cíl 3 – č.100011675) byl v roce 2008 zpracován společný projekt Cesta k sousedům. 
V rámci projektu byla vybudována lávka pro pěší i cykloturisty u Nového Boru přes frekventovanou silnici I/9 + I/13, vydány četné propagační materiály, vytvořeny společné webové stránky, u obce Lückendorf bylo vybudováno záchytné parkoviště.

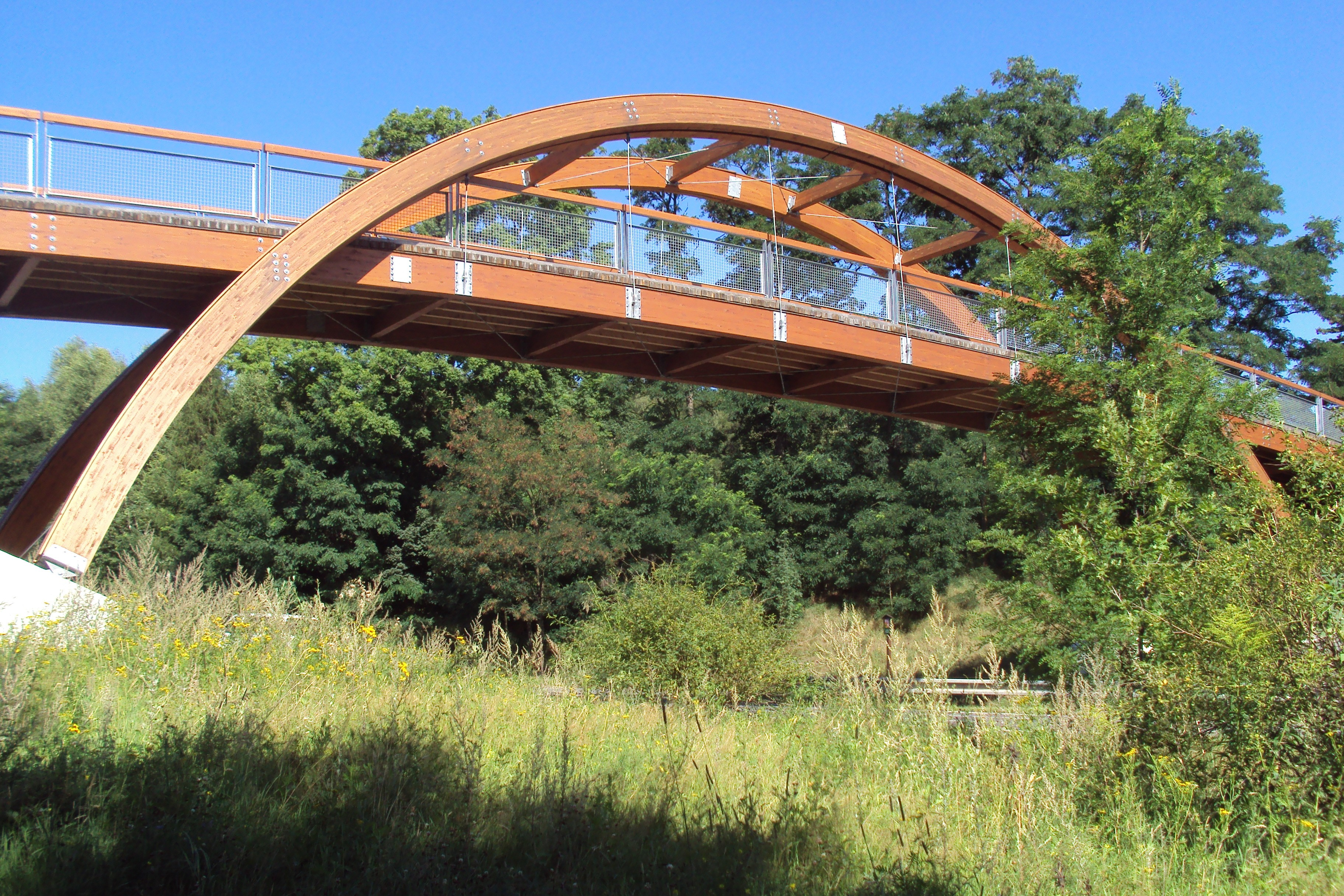
Lávka u Nového Boru nejen pro cykloturisty

## Trasa
Délka trasy je 33,5 km a je vyznačena i dvoujazyčnými směrovkami Cesta k sousedům. Začíná v Novém Boru, pokračuje na sever přes obec Svor, samotu s nedalekou železniční stanicí Nová Huť, kolem přehradní nádrže Naděje, dále na Mařenice, Heřmanice v Podještědí  až k hraničnímu přechodu Kammloch. Odtud pak pokračuje do cíle v Oybinu. 